# Erfolge deutscher Radsportler beim Giro d’Italia
Dieser Artikel befasst sich mit den Erfolgen deutscher Radsportler beim Giro d’Italia.
Dazu werden Gesamtsiege, Etappensiege, gewonnene und getragene Wertungstrikots sowie (Rekord-)Teilnahmen gezählt.

## Maglia Rosa
Hier werden alle deutschen Träger des Führungstrikots der Gesamtwertung Maglia Rosa dargestellt.
| Nr. | Name              | Jahr      | Tage | Gesamtsiege |
| --- | ----------------- | --------- | ---- | ----------- |
| 1.  | Hermann Buse      | 1932      | 5    | —           |
| 2.  | Gregor Braun      | 1981      | 1    | —           |
| 3.  | Jens Heppner      | 2002      | 10   | —           |
| 4.  | Olaf Pollack      | 2004 2006 | 2: 1 | —           |
| 5.  | Stefan Schumacher | 2006      | 2    | —           |
| 6.  | Marcel Kittel     | 2016      | 1    | —           |
| 7.  | André Greipel     | 2017      | 1    | —           |

## Punktwertung
Hier werden alle deutschen Träger des Führungstrikots in der Punktewertung (Maglia Ciclamino, zwischenzeitlich Maglia Rossa) dargestellt.
| Nr. | Name              | Jahr           | Tage        | Gesamtsiege |
| --- | ----------------- | -------------- | ----------- | ----------- |
| 1.  | Rudi Altig        | 1966           | 4           | —           |
| 2.  | Danilo Hondo      | 2001           | 9           | —           |
| 3.  | Stefan Schumacher | 2006           | 11)         | —           |
| 4.  | Marcel Kittel     | 2014 2016      | 7: 2 52)    | —           |
| 5.  | André Greipel     | 2015 2016 2017 | 10: 1 63) 3 | —           |
| 6.  | Pascal Ackermann  | 2019           | 11          | 1           |

1) Schumacher war Führender der Wertung, trug allerdings auf der folgenden Etappe das Rosa Trikot.
2) Kittel war nach der 3. Etappe Führender  der Wertung, trug allerdings auf der folgenden Etappe das Rosa Trikot.
3) Greipel war nach der 12. Etappe Führender der Wertung, trat aber zur 13. Etappe nicht mehr an.
Während des Giro d’Italia 1966 war Rudi Altig vier Etappen Führender der Punktewertung. Damals wurde aber noch kein Trikot für diese Wertung vergeben.

## Bergwertung
Hier werden alle deutschen Träger des Führungstrikots in der Bergwertung (Maglia Azzurra, vormals Maglia Verde) dargestellt.
| Nr. | Name           | Jahr      | Tage | Gesamtsiege |
| --- | -------------- | --------- | ---- | ----------- |
| 1.  | Fabian Wegmann | 2004      | 11   | 1           |
| 2.  | Paul Voß       | 2010      | 4    | —           |
| 3.  | Sebastian Lang | 2011      | 1    | —           |
| 4.  | Simon Geschke  | 2015      | 2    | —           |
| 5.  | Rick Zabel     | 2020 2022 | 2: 1 | —           |
| 6.  | Lennard Kämna  | 2022      | 3    | —           |

## Nachwuchswertung
Hier werden alle deutschen Träger des Führungstrikots in der Nachwuchswertung (Maglia Bianca) dargestellt.
| Nr. | Name                  | Jahr | Tage | Gesamtsiege |
| --- | --------------------- | ---- | ---- | ----------- |
| 1.  | Maximilian Schachmann | 2018 | 5    | —           |

## Etappensiege
Hier werden alle deutschen Etappensieger dargestellt.
| Nr. | Name                  | Jahr                     | Siege    |
| --- | --------------------- | ------------------------ | -------- |
| 1.  | Hermann Buse          | 1932                     | 1        |
| 2.  | Willi Altig           | 1964                     | 1        |
| 3.  | Rudi Altig            | 1966 1967                | 4: 2 2   |
| 4.  | Dietrich Thurau       | 1978                     | 2        |
| 5.  | Gregor Braun          | 1983                     | 1        |
| 6.  | Andreas Kappes        | 1988                     | 1        |
| 7.  | Udo Bölts             | 1992                     | 1        |
| 8.  | Marcel Wüst           | 1997                     | 1        |
| 9.  | Danilo Hondo          | 2001                     | 2        |
| 10. | Stefan Schumacher     | 2006                     | 2        |
| 11. | Jan Ullrich           | 2006                     | 1        |
| 12. | Robert Förster        | 2006 2007                | 3: 1 2   |
| 13. | André Greipel         | 2008 2010 2015 2016 2017 | 7: 1 3 1 |
| 14. | Jens Voigt            | 2008                     | 1        |
| 15. | John Degenkolb        | 2013                     | 1        |
| 16. | Marcel Kittel         | 2014 2016                | 4: 2 2   |
| 17. | Roger Kluge           | 2016                     | 1        |
| 18. | Nikias Arndt          | 2016                     | 1        |
| 19. | Maximilian Schachmann | 2018                     | 1        |
| 20. | Pascal Ackermann      | 2019 2023                | 3: 2 1   |
| 21. | Lennard Kämna         | 2022                     | 1        |
| 22. | Nico Denz             | 2023 2025                | 3: 2 1   |
| 23. | Georg Steinhauser     | 2024                     | 1        |

## Top 10 Platzierungen
In der Liste sind alle deutschen Radfahrer aufgeführt, die sich am Ende der Rundfahrt in der Gesamtwertung unter den besten 10 platzierten.
| Nr. | Name             | Jahr      | Platz |
| --- | ---------------- | --------- | ----- |
| 1.  | Kurt Stöpel      | 1932 1933 | 5. 8. |
| 2.  | Ludwig Geyer     | 1933      | 7.    |
| 3.  | Hans Junkermann  | 1961      | 6.    |
| 4.  | Rudi Altig       | 1969      | 9.    |
| 5.  | Dietrich Thurau  | 1983      | 5.    |
| 6.  | Emanuel Buchmann | 2022      | 7.    |
| 7.  | Lennard Kämna    | 2023      | 9.    |

## Teilnahmen
Hier werden die deutschen Rekord-Teilnehmer dargestellt. Aktive Fahrer sind fett hervorgehoben.
| Nr. | Name            | Jahre                                 | Starts | Ankünfte | Beste Platzierung |
| --- | --------------- | ------------------------------------- | ------ | -------- | ----------------- |
| 1.  | Robert Förster  | 2003–2010                             | 8      | 5        | 96. (2010)        |
| 2.  | Danilo Hondo    | 2001–2002, 2008, 2010–2011, 2013–2014 | 7      | 4        | 91. (2001)        |
|     | Nico Denz       | 2018–2023, 2025                       | 7      | 7        | 57. (2023)        |
| 3.  | Christian Knees | 2006–2007, 2013, 2016, 2018–2019      | 6      | 6        | 60. (2013)        |
|     | Dietrich Thurau | 1978, 1981–1983, 1985–1986            | 6      | 5        | 5. (1983)         |
|     | Gregor Braun    | 1979–1981, 1983, 1985–1986            | 6      | 4        | 22. (1980)        |